# Burrata

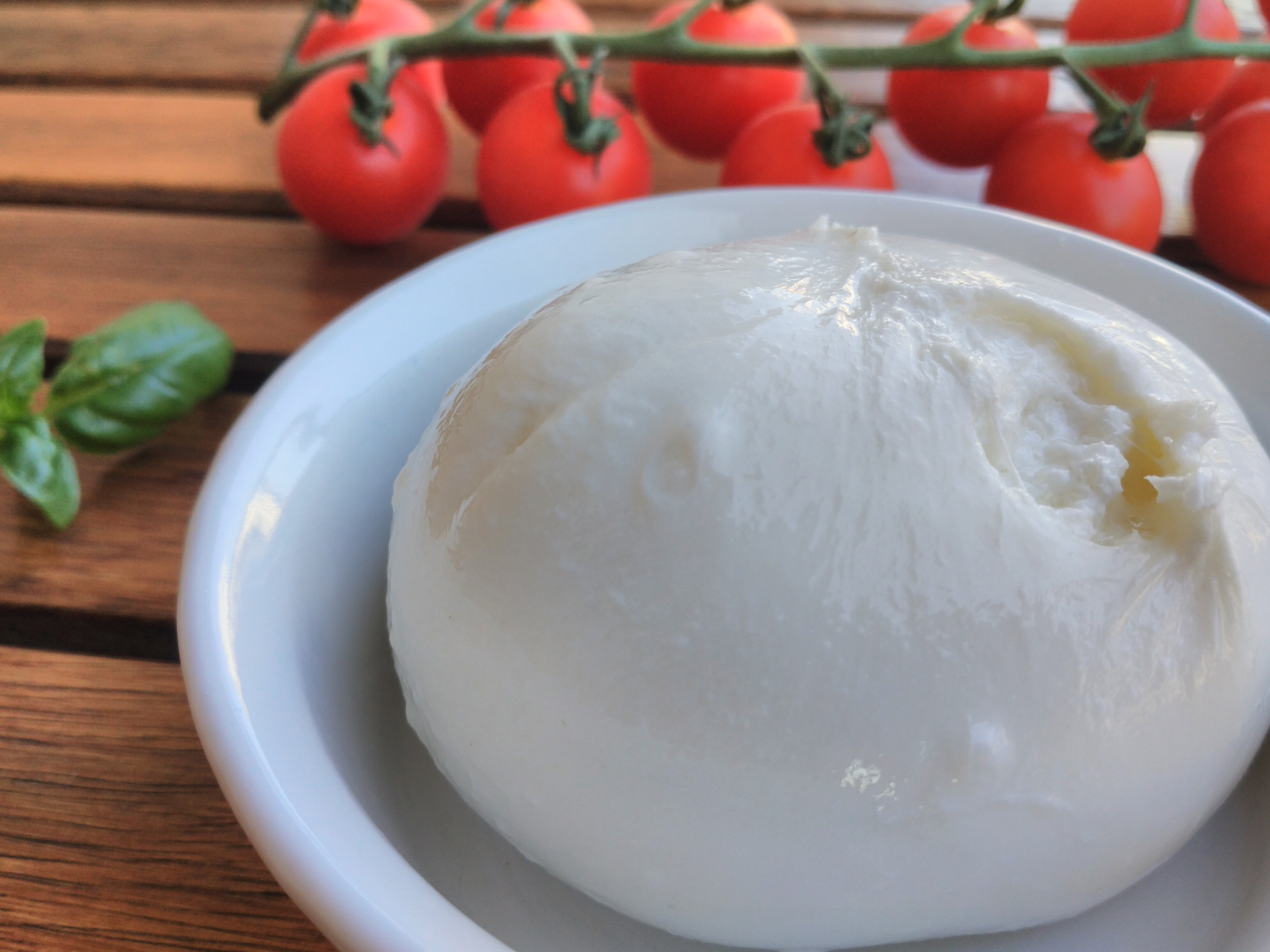
En hel burrata.

Burrata (italienskt uttal: [burˈrata]) är en italiensk ost. Den görs av mozzarella och grädde, på komjölk eller buffelmjölk. Det yttersta lagret är ost i fast form, medan insidan innehåller stracciatella, strimlor av mozzarellaliknande ost, och grädde. Detta gör burrata till en väldigt krämig ost. Den är typisk för den italienska regionen Apulien.

## Historik
Burrata är en typisk ost från i Apulien i södra Italien. Den första burratan kan ha tillverkats omkring år 1900 på bröderna Lorenzo och Vincenzo Bianchinis gård i staden Andria i regionen Apulien. Senare källor beskriver istället att Lorenzo Bianchini inte uppfann osten förrän 1956.
Burrata blev vanligare under 1950-talet, när den började fabrikstillverkas i liten skala. Den sågs fortfarande som en hantverksost trots att den började tillverkas kommersiellt i fabriker runt om i Apulien. En viktig anledning till att fabrikerna ville tillverka den var antagligen att det var ett bra sätt att använda upp överblivna småbitar av mozzarella.
I november 2016 fick "Burrata di Andria" en skyddad ursprungsbeteckning (SUB/SGB).
Burrata har tillverkats i Sverige av Ängsholmens Gårdsmejeri i Uppland.

## Tillverkning

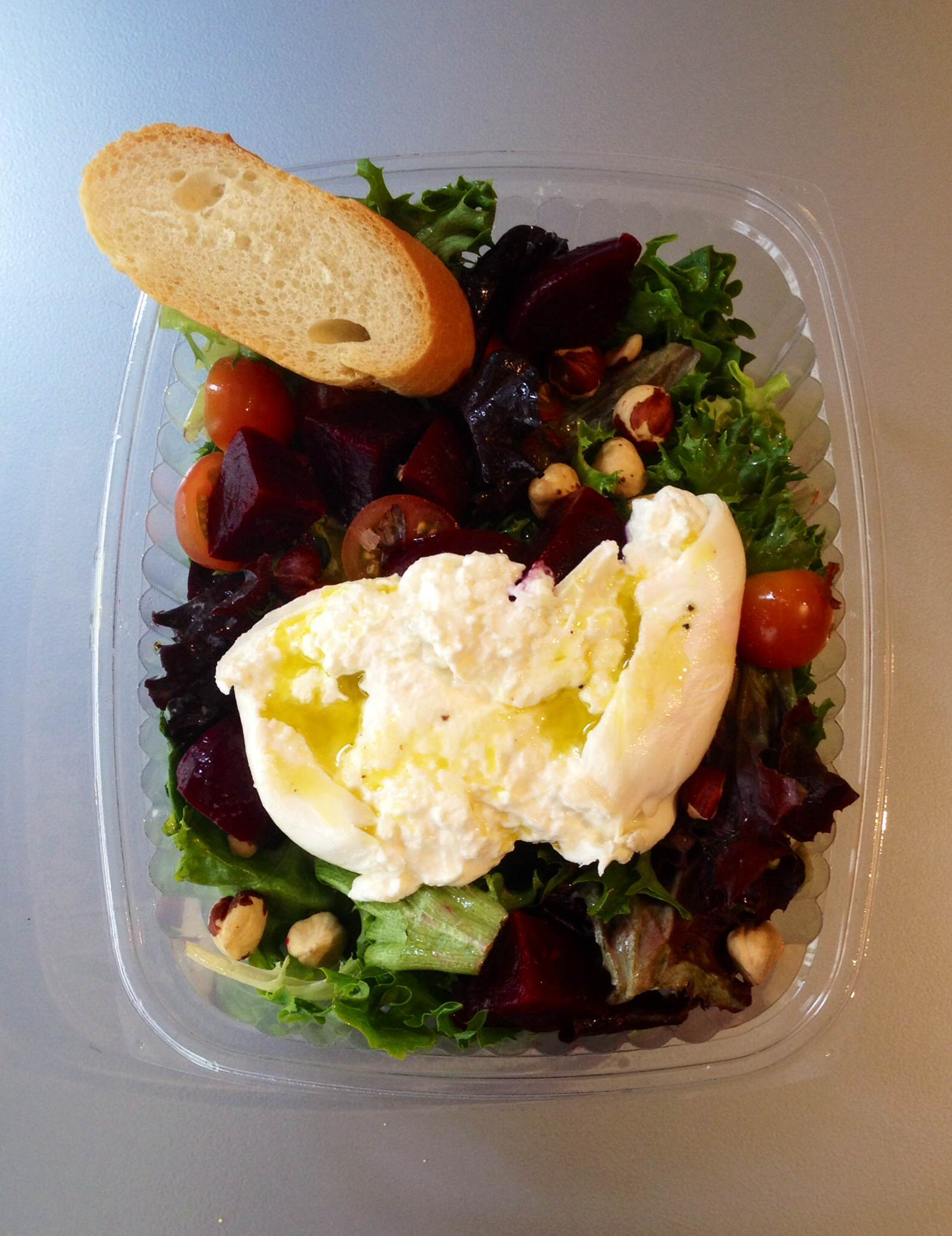
Burrata på en sallad

För att göra burrata behövs varm ostmassa som formas till en liten påse, som sedan fylls med små remsor av överbliven mozzarella och till slut tillsätts grädde innan den stängs. Den färdiga burratan slås traditionellt in i afodillblad som knyts ihop och fuktas med lite vassle. Bladen ska fortfarande vara gröna när osten serveras för att visa att den är färsk. Nu för tiden säljs osten ofta i en plastpåse eller bytta.

## Serveringsförslag
När man skär i burratan rinner stracciatellan ut. Osten har en fyllig, smörig smak men är samtidigt fräsch. Den är godast när den äts inom ett dygn och anses inte längre vara helt färsk efter två dygn. Tack vare smaken och de olika konsistenserna på insidan och utsidan passar den bra till en sallad, prosciutto crudo, krispigt bröd, färska tomater med olivolja, färskmalen svartpeppar eller pasta.